# Nathalie Pownall
Nathalie Pownall – brytyjska aktorka.
Dorastała w Bristolu w Anglii, gdzie w młodości była członkinią Bristol Old Vic Youth Theatre. Po przeprowadzce do Londynu dostała gościnne role w serialach BBC Casualty (2005) i Lekarze (Doctors, 2006), a także pojawiła się w jednym z odcinków serialu Doktor Martin (Doc Martin, 2005) przy boku Martina Clunesa. Wystąpiła w filmach Kredo (Credo, 2008) jako Timmy oraz Cross-Eyed Waltz (2005) jako Francine Glibb.